# Iwan Rusak
Iwan Timofiejewicz Rusak (ros. Иван Тимофеевич Русак, ur. 4 września?/17 września 1906 we wsi Krzywicze w guberni mińskiej, zm. w marcu 1987 w Leningradzie) – funkcjonariusz radzieckich organów bezpieczeństwa, generał major.

## Życiorys
Urodzony w biednej białoruskiej rodzinie chłopskiej, w 1924 skończył szkołę w Słucku, od września 1927 do maja 1930 na rabfaku w Stalingradzie, od grudnia 1929 członek WKP(b), od maja 1930 do maja 1931 studiował w Instytucie Traktorowym w Stalingradzie. Od maja 1931 do czerwca 1934 żołnierz Armii Czerwonej, kursant szkoły wojskowej w Saratowie i dowódca plutonu w Moskiewskim Okręgu Wojskowym, od czerwca 1934 do lutego 1939 studiował w Wojskowej Akademii Mechanizacji i Motoryzacji im. Stalina w Moskwie, od lutego do maja 1939 szef Oddziału 2 Wydziału Specjalnego NKWD 1 Samodzielnej Armii Dalekowschodniej Czerwonego Sztandaru, od 4 lutego 1939 kapitan bezpieczeństwa państwowego. Od maja do listopada 1939 szef Wydziału Specjalnego NKWD 31 Korpusu Piechoty 1 Samodzielnej Armii Dalekowschodniej Czerwonego Sztandaru, potem pomocnik szefa Wydziału Specjalnego NKWD tej armii, od stycznia do kwietnia 1940 szef Wydziału Specjalnego NKWD 15 Armii Frontu Fińskiego (wojna zimowa), od kwietnia 1940 do 27 lipca 1941 zastępca szefa Wydziału Specjalnego NKWD/Wydziału 3 Moskiewskiego Okręgu Wojskowego, w czerwcu 1941 mianowany pułkownikiem. Od 27 lipca 1941 do 2 maja 1942 szef Wydziału Specjalnego NKWD Moskiewskiego Okręgu Wojskowego, 28 lipca 1941 awansowany na starszego majora bezpieczeństwa państwowego, od 2 maja do 30 listopada 1942 szef Wydziału Specjalnego NKWD 34 Armii Frontu Północno-Zachodniego, od 30 listopada 1942 do 29 kwietnia 1943 zastępca szefa Wydziału Specjalnego NKWD Frontu Północno-Zachodniego, 14 lutego 1943 awansowany na komisarza bezpieczeństwa państwowego. Od 29 kwietnia 1943 do 27 maja 1946 pomocnik szefa Głównego Zarządu Kontrwywiadu Smiersz Frontu Karelskiego i 3 Frontu Białoruskiego, 26 maja 1943 mianowany generałem majorem, od 15 lipca 1946 do 3 sierpnia 1949 szef Zarządu Kontrwywiadu MGB Północnokaukaskiego Okręgu Wojskowego, od 3 sierpnia 1949 do 25 lipca 1952 szef Wydziału Kontrwywiadu MGB Dońskiego Okręgu Wojskowego, od 25 lipca 1952 do 20 czerwca 1953 szef Zarządu Kontrwywiadu MGB/Wydziału Specjalnego MWD Dalekowschodniego Okręgu Wojskowego, od 24 sierpnia 1953 do 28 maja 1954 szef Wydziału Specjalnego MWD/KGB 15 Armii Dalekowschodniego Okręgu Wojskowego, od 28 maja 1954 do 6 sierpnia 1956 szef Wydziału Specjalnego KGB Leningradzkiego Okręgu Wojskowego, od września 1956 na emeryturze.

## Odznaczenia
- Order Czerwonego Sztandaru (trzykrotnie - 25 maja 1940, 26 kwietnia 1942 i 25 czerwca 1954)
- Order Kutuzowa II klasy (25 marca 1945)
- Order Wojny Ojczyźnianej I klasy (trzykrotnie - 28 października 1943, 13 września 1945 i 11 marca 1985)
- Order Czerwonej Gwiazdy (6 listopada 1946)
- Odznaka "Zasłużony Funkcjonariusz NKWD" (2 lutego 1942)
- Odznaka "50 Lat Członkostwa w KPZR"

I 13 medali.